# Tear Me to Pieces
Tear Me to Pieces es el sexto álbum de estudio de la banda de rock estadounidense Story of the Year. Fue lanzado el 10 de marzo de 2023 a través de SharpTone Records. Este es su primer álbum sin el guitarrista y corista Phil Sneed y su primera música nueva desde 2010 que presenta al bajista Adam Russell después de regresar a la banda en 2018.

## Antecedentes y lanzamiento
Con la banda a punto de comenzar un festival de dos meses y una gira como cabeza de cartel, el primer sencillo, "Real Life", se lanzó el 24 de agosto de 2022, junto con un video musical que lo acompaña con Dan Marsala y su esposa Jen. El 12 de octubre de 2022, la canción principal del álbum se lanzó como segundo sencillo. El video musical presenta a la banda tocando en una antigua iglesia con sus amigos y fanáticos. El mismo día, se publicaron el título del álbum, el arte y la lista de canciones. Un mes después, se lanzó el tercer sencillo "Take the Ride" con el video musical que contiene imágenes de su actuación en el festival When We Were Young el mes anterior.
El 15 de febrero de 2023, se lanzó el cuarto sencillo "2005". Con el tema de la canción que recuerda los primeros días de la banda, el video musical se compone apropiadamente de imágenes filmadas de la banda dentro y fuera del escenario alrededor de 2005.  El mismo día, la banda anunció que apoyaría a Yellowcard. en fechas seleccionadas para su 20 aniversario de la gira Ocean Avenue. El álbum fue lanzado el 10 de marzo de 2023, así como el quinto sencillo "Afterglow".

## Lista de canciones
| N.º | Título              | Productor (s)  | Duración |  |
| 1.  | «Tear Me to Pieces» | Colin Brittain | 2:56     |  |
| 2.  | «Real Life»         | Brittain       | 2:44     |  |
| 3.  | «Afterglow»         | Brittain       | 2:53     |  |
| 4.  | «Dead and Gone»     | Brittain       | 3:03     |  |
| 5.  | «War»               | Brittain       | 2:54     |  |
| 6.  | «Can't Save You»    | Brittain       | 3:29     |  |
| 7.  | «2005»              | Brittain       | 2:51     |  |
| 8.  | «Sorry About Me»    | Brittain       | 3:29     |  |
| 9.  | «Take the Ride»     | Brittain       | 2:58     |  |
| 10. | «Knives Out»        | Brittain       | 3:04     |  |
| 11. | «Use Me»            | Brittain       | 2:47     |  |